# Токабай
Токаба́й (каз. Тоқабай) — село у складі Аральського району Кизилординської області Казахстану. Адміністративний центр та єдиний населений пункт Жинішкекумського сільського округу.
У радянські часи село називалось Баршакум.
Населення — 735 осіб (2021; 868 у 2009, 945 у 1999, 1398 у 1989).